# Bupleurum contractum
Bupleurum contractum är en flockblommig växtart som beskrevs av Jevgenij Korovin. Bupleurum contractum ingår i släktet harörter, och familjen flockblommiga växter. Inga underarter finns listade i Catalogue of Life.